# Acontia margaritata
Acontia margaritata is een vlinder van de familie van de uilen (Noctuidae). De wetenschappelijke naam van deze soort is voor het eerst voorgesteld als Noctua margaritata door Dru Drury in een publicatie uit 1782.
De soort komt voor in Zuid-Afrika.